# Super Ghouls 'n Ghosts
Super Ghouls 'n Ghosts, conosciuto anche come Chohmakaimura (超魔界村?), è un videogioco a piattaforme sviluppato e pubblicato dalla Capcom nel 1991 inizialmente per la console Super Nintendo Entertainment System. È il secondo sequel del videogioco Ghosts 'n Goblins. Nel 2002 è stato pubblicato un remake per il Game Boy Advance, mentre nel 2007 è stato ripubblicato per Wii Virtual Console. Il gioco è inoltre incluso in tutte le versioni del Nintendo Classic Mini: Super Nintendo Entertainment System.

## Trama
Il cavaliere Arthur è impegnato a liberare la principessa dalle grinfie del demone Sardius che l'ha imprigionata nel suo castello. Tuttavia una volta raggiunto il castello, la principessa rimanda indietro Arthur per raccogliere un braccialetto nascosto, utile per sconfiggere il demone.

## Modalità di gioco
Come nei precedenti episodi, Super Ghouls 'n Ghosts si presenta come un videogioco a piattaforme costituito dal protagonista, il cavaliere, che deve avanzare e superare diversi ostacoli. Il gioco è suddiviso in due parti, ognuno con sette livelli (il primo è il classico cimitero): la seconda parte prevede la presenza di un'arma aggiuntiva utile per sconfiggere successivamente Sardius.
Anche in questo episodio, i potenziamenti possono essere trovati nelle giare trasportate dai nemici, o nei forzieri, tuttavia in questi ultimi possono comparire anche delle trappole o gli stregoni, capaci di trasformare il personaggio in una pulzella. Ci sono anche i forzieri mimici che attaccano se ci si avvicina.
Il personaggio parte con un'armatura di base, in acciaio, che non possiede alcun potere. Tale armatura può essere potenziata con quella d'argento, di color verde, e di conseguenza vengono potenziate anche le armi in uso.
Un ulteriore potenziamento è l'armatura d'oro, che consente di evocare una magia (nel caso dell'arma speciale della seconda parte, la magia non può essere evocata, ma rende l'arma in grado di parare i proiettili). L'armatura d'oro consente anche di possedere uno scudo, che esiste in due varianti: una che protegge Arthur da un proiettile, prima di rompersi; l'altra da tre proiettili. Gli scudi, come le armature, sono contenuti nei forzieri, ma solo se Arthur indossa l'armatura d'oro.
Il contatto con un nemico provoca la perdita dell'armatura, mentre un secondo contatto la morte.
In questo episodio è stato introdotto anche il doppio salto che consente di arrivare in punti più alti e di cambiare direzione durante il sorvolo.